# Sonja Döhre
Sonja Döhre, född 24 juni 1938 i Halmstad, Hallands län, död 24 december 2009 i Västerleds församling, Stockholm, var en svensk regissör och TV-producent. Döhre regisserade 1971 TV-serien Nu seglar Pip-Larssons efter Edith Unnerstads barnbok.
Sonja Döhre är gravsatt i minneslunden på Skogskyrkogården i Stockholm.